# Banca Migros
La Banca Migros (in tedesco e inglese Migros Bank e in francese Banque Migros) è una banca svizzera con sede a Zurigo. Ha 70 filiali in tutta la Svizzera e controllata dalla Federazione delle Cooperative Migros. Fu fondata da Gottlieb Duttweiler nel 1958. In termini di patrimonio complessivo, Banca Migros si colloca tra le dieci maggiori banche della Svizzera.

## Storia
Il 15 dicembre 1957 la Federazione delle cooperative Migros (FCM) iscrisse nel registro di commercio di Zurigo Banca Migros con un capitale azionario di 10 milioni di franchi. La banca si trovava al terzo piano del supermercato Migros sulla Limmatplatz di Zurigo e iniziò la sua attività il 28 febbraio 1958. La prima filiale è stata aperta a Winterthur nel 1961, offrendo solo conti deposito e obbligazioni di cassa. Nel 1961 a Winterthur apre la prima succursale, solo per la ricezione di versamenti; nel 1973, con l’apertura a Lugano, la Banca Migros arriva per la prima volta nel Ticino e nel 1978, a Ginevra, segue la prima succursale in Romandia.

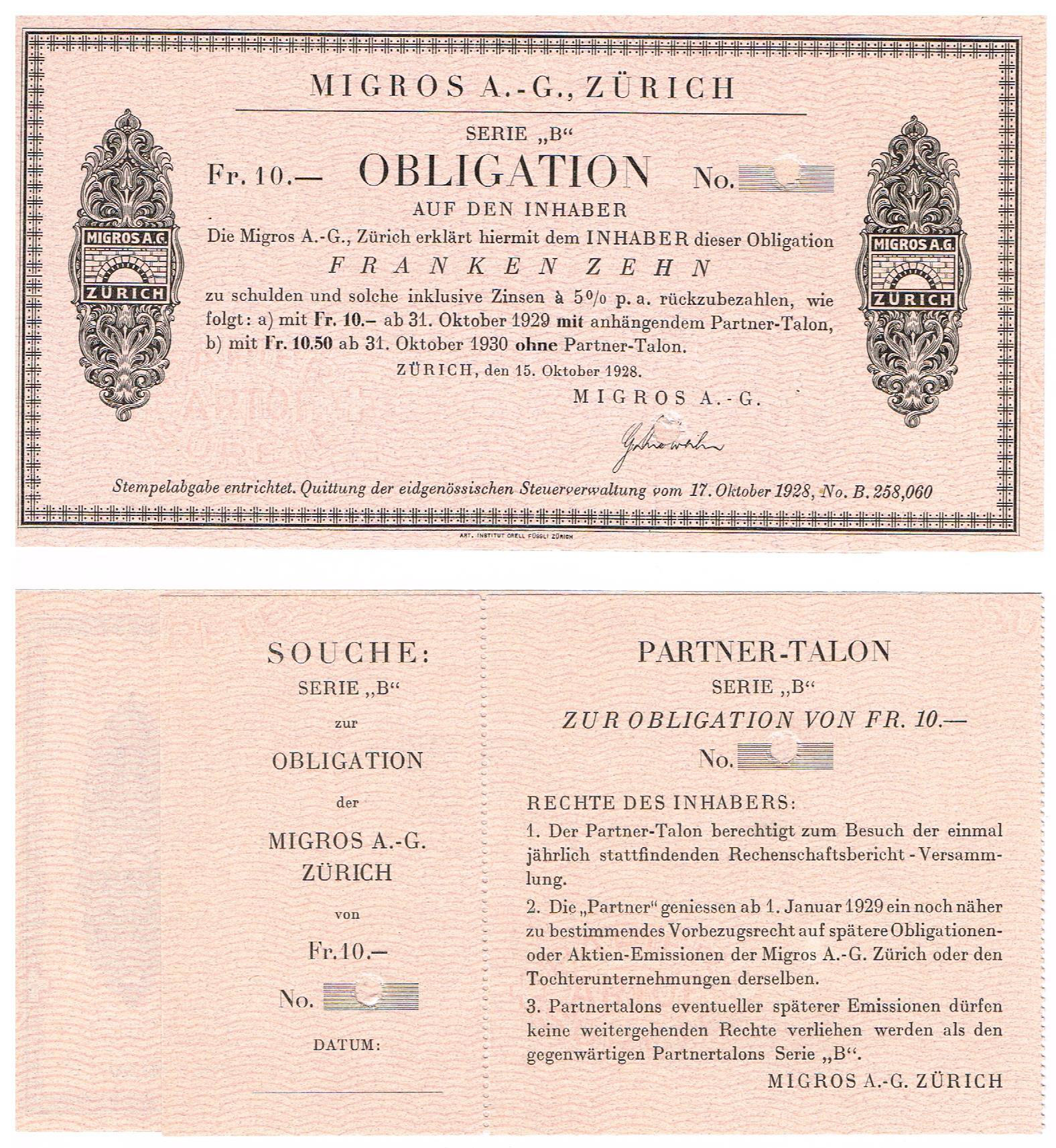
Obbligo di partenariato Migros dal 1928

Nel 1979 il portafoglio ipotecario della banca supera il miliardo di franchi.
Nel 1992 avviene la cessione di Banca Migros Düsseldorf AG, acquistata 30 anni prima come Banca Mühling; d’ora in poi Banca Migros si concentrerà sistematicamente sull’attività in Svizzera.
Nel 2008 la banca inizia l’espansione della sua rete di filiali passando da 45 succursali a 67 entro la fine del 2017.
Nel 2018 acquisisce una partecipazione di maggioranza in CSL Immobilien AG. Dall'esercizio 2019 la Banca Migros è stata la prima grande banca svizzera a smettere di pagare i bonus. Invece, i salari per i dipendenti delle banche interessate sono stati aumentati una volta e individualmente.

Logo fino al 2021

Logo dal 2021/2022

Nel 2021/2022, l'azienda è gradualmente passata a una nuova identità di marca. Nel 2022 il presidente del Consiglio di amministrazione della Banca Migros, Fabrice Zumbrunnen, ha annunciato le sue dimissioni. Nel maggio 2024 Bernhard Kobler è stato eletto suo successore e Mario Irminger vicepresidente.
Nel 2023 Banca Migros si è classificata al 1º posto nella classifica dell'Istituto per i servizi finanziari (IFZ) della Scuola universitaria professionale di Lucerna come «banca retail svizzera più digitale nel settore della clientela privata».

### Collaborazioni e partecipazioni
Nell'estate del 2018 Banca Migros ha acquisito una partecipazione di maggioranza in CSL Immobilien SA. La Banca Migros detiene inoltre una partecipazione in Viseca Holding ed è membro del Consiglio svizzero dei pagamenti. Nel settore dei pagamenti, da gennaio 2020 è in corso una collaborazione con il fornitore svizzero di servizi finanziari Sonect, che ha portato la rete nazionale di prelievo di contanti della Banca Migros da 1700 a oltre 4000 sedi.
Dal 2021 collabora con Credaris e FinanceScout24 nel settore dei crediti privati.  Nel 2021 ci sono state anche collaborazioni nel settore finanziario con l'azienda di tecnologia per l'edilizia Helion e con gowago.ch, una piattaforma per il leasing di auto online, di cui Banca Migros ha acquisito una quota di minoranza. Nel febbraio 2022 è stata avviata una partnership con Smile, società affiliata di Helvetia Assicurazioni, per la distribuzione di assicurazioni auto.  Nel settore assicurativo, a fine ottobre 2022 la Banca Migros ha rilevato anche la Migros Assicurazione dalla Cooperativa Migros Zurigo (GMZ). In uno spirito di responsabilità unitaria, in futuro l'attività assicurativa del Gruppo Migros sarà quindi gestita da Banca Migros. Svilupperà e amplierà ulteriormente l'offerta, inizialmente con soluzioni per i proprietari di case.
MobilePay P2P è stato interrotto alla fine di febbraio 2022, poiché nel frattempo Banca Migros aveva deciso di collaborare con TWINT.  All'inizio di luglio 2022 la Banca Migros ha rilevato l'emissione della nuova carta di credito Cumulus della Migros da Cembra Money Bank. Collabora con l'elaboratore di carte Viseca Holding.  Nel 2022 è stata avviata anche una collaborazione con la Posta svizzera ("Schweizerischen Post"), che ha aperto la sua rete di filiali a terzi.

## Cifre[21]
|                                    | 2006   | 2007   | 2008   | 2009   | 2010   | 2011   | 2012   | 2013   | 2014   | 2015   | 2016   | 2017   | 2018   | 2019   |
| ---------------------------------- | ------ | ------ | ------ | ------ | ------ | ------ | ------ | ------ | ------ | ------ | ------ | ------ | ------ | ------ |
| Totale attivo bilancio in Mio. CHF | 28.889 | 29.121 | 30.998 | 32.686 | 33.714 | 35.847 | 37.804 | 38.882 | 40.846 | 42.232 | 42.752 | 43.294 | 44.679 | 47.033 |
| Utile anno in mio. CHF             | 95     | 101    | 124    | 138    | 173    | 175    | 172    | 174    | 225    | 226    | 215    | 223    | 228,1  | 231    |
| Fondi dei clienti in Mio. CHF      | 21.525 | 21.785 | 24.026 | 25.493 | 25.954 | 27.410 | 29.427 | 30.804 | 32.270 | 33.084 | 33.523 | 34.024 | 33.900 | 36.095 |
| Organico                           | 1161   | 1207   | 1262   | 1290   | 1373   | 1395   | 1375   | 1354   | 1317   | 1334   | 1327   | 1327   | 1344   | 1362   |
| Succursali                         | 44     | 45     | 52     | 56     | 59     | 64     | 63     | 65     | 66     | 66     | 67     | 67     | 67     | 67     |